# Rostam Batmanglij
Rostam Batmanglij (sinh ngày 28 tháng, 1983) là một người viết bài hát, nhà soạn nhạc, nhà sản xuất và người chơi đa nhạc cụ người Mỹ gốc Iran của ban nhạc indie rock đến từ Thành phố New York, Vampire Weekend, và nhóm nhạc electro-soul Discovery.

## Cuộc sống riêng
Batmanglij sinh ra tại Washington D.C. Mẹ anh là nhà văn chuyên viết sách nấu ăn Najmieh Batmanglij trong khi bố của anh lại là một người làm trong ngành xuất bản. Cả cha và mẹ anh đều là người Iran và chuyển đến sống tại D.C. vào năm 1983. Anh trai anh là một nhà làm phim tự do Zal Batmanglij. Cả hai người đã từng cộng tác với nhau trong một bộ phim, Sound of My Voice, với Rostam đảm nhiệm phần nhạc nền của bộ phim và Zal thì đạo diễn và đồng viết kịch bản. Rostam cũng biên soạn một bản nhạc cho piano xuất hiện trong bộ phim The East của Zal.
Batmanglij là một người đồng tính công khai và anh đã nói về tính dục của mình trên tạp chí Out.

## Sự nghiệp âm nhạc
Batmanglij học tập về âm nhạc tại trường Đại học Columbia nơi Vampire Weekend được thành lập vào năm 2006. Tên của nhóm nhạc bắt nguồn từ một bộ phim cùng tên mà thành viên cùng ban nhạc Ezra Koenig cùng các bạn của anh thực hiện trong kì nghỉ hè.
Batmanglij sản xuất album phòng thu đầu tay của ban nhạc một thời gian ngắn sau khi tốt nghiệp, trong khi anh đang đi làm một công việc toàn thời gian khác. Anh cũng sản xuất album tiếp theo của ban nhạc, Contra với doanh số tiêu thụ lên tới 124,000 bản trong tuần đầu phát hành và giành vị trí quán quân trên bảng xếp hạng Billboard 200. Batmanglij chơi guitar, đàn phím và hát trong ban nhạc nhưng đồng thời cũng là một người viết lời bài hát, anh đã đồng sáng tác bài hát "Diplomat's Son" trong album Contra. Koenig đã miêu tả anh và Batmanglij là "hai người viết bài hát chính của ban nhạc."
Batmanglij bắt đầu thu âm với ca sĩ Wes Miles từ Ra Ra Riot trong một dự án mà sau đó trở thành ban nhạc Discovery. Họ phát hành album đầu tay vào ngày 7 tháng 7 năm 2009 qua hãng thu âm XL Recordings. Album bao gồm sự góp giọng của Koenig cũng như Angel Deradoorian từ Dirty Projectors.
Năm 2010, Converse phát hành "All Summer", sáng tác bởi Batmanglij cùng với sự xuất hiện của Kid Cudi và Bethany Cosentino từ nhóm nhạc Best Coast.
Ngày 18 tháng 3 năm 2013, Vampire Weekend phát hành hai bài hát từ album Modern Vampires of the City, "Diane Young" và "Step". Trong hai tuần, mỗi bài hát đã thu hút được hơn 1 triệu lượt xem trên YouTube. Phần nhạc của hai bài hát được thực hiện bởi Batmanglij và Koenig, còn phần lời được sáng tác bởi Koenig. Modern Vampires of the City là album đầu tiên của Vampire Weekend mà Batmanglij không sản xuất một mình; trong bản thu này anh cộng tác với người bạn lâu năm Ariel Rechtshaid và cả hai cùng nhau đồng sản xuất cho album. Album được phát hành ngày 14 tháng 5 năm 2013.
Batmanglij sản xuất và đồng sáng tác hai bài hát cho album đơn ca của trưởng nhóm Hamilton Leithauser của ban nhạc The Walkmen, Black Hours, phát hành vào tháng 6 năm 2014. Cũng trong năm 2014, Batmanglij sản xuất hai bài hát cho nữ ca sĩ Charli XCX. Bài hát "Need Ur Luv" xuất hiện trong album Sucker của cô và bài "Kingdom" hợp tác với Simon Le Bon nằm trong album nhạc phim The Hunger Games: Mockingjay, Part 1 – Original Motion Picture Soundtrack. Vào tháng 12 năm 2014, Batmanglij cùng với Diplo và Ed Droste phối khí cho bài hát "Stand For" của Ty Dolla Sign thành một bài hát mới lấy tên "Long Way Home".